# 克里斯丁·赫爾曼·魏塞
克里斯丁·赫爾曼·魏塞（德語：Christian Hermann Weisse，又作Weiße，1801年8月10日—1866年9月19日），生於德國萊比錫，德國基督教新教宗教哲學家。他曾提出雙源假說。

## 生平
生於萊比錫，也就讀於萊比錫大學。一開始，他接受黑格爾學派的哲學影響，但之後慢慢也接受弗里德里希·谢林的影響。